# 上海医学遗传研究所
上海医学遗传研究所、上海交通大学医学院遗传研究所、上海市儿童医院上海医学遗传研究所位于中国上海市北京西路1400弄24号，成立于1990年，前身是1978年成立的上海市儿童医院医学遗传研究室。上海医学遗传研究所是中国第一家医学遗传研究所，所长为曾溢滔，现有科技人员40多名。

## 概述
研究所下设细胞遗传、分子遗传、生化遗传和临床遗传等4个研究室，并有一个现代化的大动物试验基地和SPF级小动物房，并是卫生部医学胚胎分子生物学重点实验室、上海市胚胎与生殖工程重点实验室，且是中国遗传医学中心基因诊断部的依托单位。1998年2月9日，中国上海医学遗传研究所培育出第一只转基因羊后，于1999年初又成功培育出中国首例转基因试管牛。